# Réaction autocatalytique
Une réaction autocatalytique est une réaction chimique dont le catalyseur figure parmi les produits de la réaction. On dit que cette transformation est "autocatalysée". De ce fait, l'évolution de la vitesse volumique de réaction au cours du temps est peu habituelle, particulièrement pour les transformations chimiques lentes ou très lentes.

## Loi de vitesse de l'autocatalyse simple

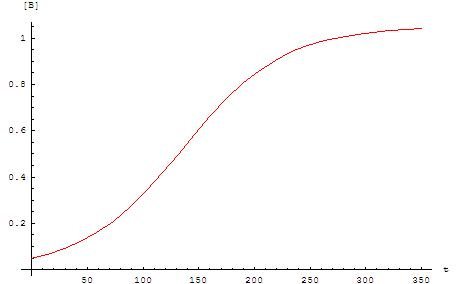
Variation en fonction sigmoïde de la concentration du produit B d'une réaction autocatalytique en fonction du temps.

Le type de réaction autocatalytique le plus simple est
{\displaystyle A+B\;{\stackrel {k}{\rightarrow }}\;2B}
pour laquelle la loi de vitesse est
{\displaystyle \ v=k[A][B]}.
Après intégration par rapport au temps, les concentrations de A et B sont,
{\displaystyle [A]={\frac {[A]_{0}+[B]_{0}}{1+{\frac {[B]_{0}}{[A]_{0}}}e^{([A]_{0}+[B]_{0})kt}}}}
et 
{\displaystyle [B]={\frac {[A]_{0}+[B]_{0}}{1+{\frac {[A]_{0}}{[B]_{0}}}e^{-([A]_{0}+[B]_{0})kt}}}}.
Le graphique de la concentration [B] du produit est une courbe sigmoïde caractéristique des réactions autocatalytiques qui débutent lentement en présence de peu de catalyseur. La vitesse de réaction augmente lorsque la réaction procède et la quantité de catalyseur augmente, et enfin ralentit lorsque la concentration du réactif diminue. Si on observe que la concentration d'un réactif ou produit suit une courbe de type sigmoïde, la réaction pourrait être autocatalytique.
Ces équations cinétiques décrivent par exemple l'hydrolyse avec catalyse acide de certains esters aux acides carboxyliques et alcools. Il doit y avoir au moins une trace d'acide au début pour amorcer le mécanisme catalysé ; sinon, la réaction devra commencer par un mécanisme alternatif sans catalyseur qui est normalement plus lent. Les équations ci-dessus pour le mécanisme catalysé seul impliqueraient que la concentration d'acide demeure toujours zéro.

## Exemples de réactions autocatalytiques
- Peste de l'étain
- Dégradation de la couche d'ozone
- Réaction des ions permanganate MnO4− avec l'acide oxalique (éthanedioïque) C2H2O4 autocatalysée par les ions Mn2+[4].

Les réactions autocatalytiques sont lentes au début parce qu'il y a peu de produit en présence. La vitesse de réaction augmente ensuite avec le progrès de la réaction, et diminue enfin grâce à la diminution de la concentration du réactif.